# Gradowiec (gmina Komarówka Podlaska)
Gradowiec – wieś w Polsce położona w województwie lubelskim, w powiecie radzyńskim, w gminie Komarówka Podlaska.
W latach 1975–1998 miejscowość należała administracyjnie do województwa bialskopodlaskiego.
Wieś na granicy gmin Wohyń i Komarówka Podlaska, przy drodze krajowej nr 63, graniczy od południa z kolonią Gradowiec położoną po stronie gminy Wohyń.

## Historia
W wieku XIX była to nomenklatura w dobrach Radzyń Podlaski „Dobra Radzyń składały się w 1886 r. z folwarków: Kozirynek alias Gubernia, Marynin, Adamki z awulsem Biała, nomenklatur: Feliksówka, Radoryż, Gradowiec, Skrzynka, attynencji Oprawy. Posiadały rozległości 4535 mórg (opis podaje Bronisław Chlebowski SgKP w tomie IX strona 481 – Radzyń, [w:] Słownik geograficzny Królestwa Polskiego, t. IX: Pożajście – Ruksze, Warszawa 1888, s. 481.).